# Pavel Petrovič Čistjakov
Pavel Petrovič Čistjakov (in russo Павел Петрович Чистяков?; Oblast' di Tver', 5 luglio 1832 – Puškin, 11 novembre 1919) è stato un pittore russo.
Egli proveniva da una famiglia povera, ma suo padre voleva dargli una buona istruzione, così studiò in una scuola itinerante di arte.
Čistjakov fu professore di arti di importanti pittori russi, come Viktor Michajlovič Vasnecov, Michail Aleksandrovič Vrubel', Vasilij Dmitrievič Polenov, Il'ja Efimovič Repin, Valentin Aleksandrovič Serov e Vasilij Ivanovič Surikov.
Čistjakov fu molto importante per lo sviluppo del realismo in Russia.